# 16163 Suhanli
16163 Suhanli este un asteroid din centura principală de asteroizi.

## Descriere
16163 Suhanli este un asteroid din centura principală de asteroizi. A fost descoperit pe 5 ianuarie 2000 la Socorro, New Mexico, în cadrul proiectului LINEAR. Asteroidul prezintă o orbită caracterizată de o semiaxă mare de 2,40 ua, o excentricitate de 0,20 și o înclinație de 1,5° în raport cu ecliptica.